# Crossing Muddy Waters
Crossing Muddy Waters è un album in studio del cantautore statunitense John Hiatt, pubblicato nel 2000.

## Tracce
1. Lincoln Town – 4:03
2. Crossing Muddy Waters – 4:05
3. What Do We Do Now – 2:58
4. Only The Song Survives – 4:00
5. Lift Up Every Stone – 3:15
6. Take It Down – 4:00
7. Gone – 2:57
8. Take It Back – 3:04
9. Mr. Stanley – 3:33
10. God's Golden Eyes – 2:28
11. Before I Go – 3:34